# Sarachs
Sarachs (persky سرخس‎) je město v Íránu, v provincii Chorásán Razaví. Leží přímo na hranicích s Turkmenistánem, kde se také nachází značná část historického jádra města, jež je dnes součástí turkmenského města Saraghs. Největšího rozkvětu zažíval Sarachs v jedenáctém století jako jedna ze zastávek na Hedvábné stezce.
V roce 2006 měl Sarachs necelých devadesát tisíc obyvatel.